# Autodromo dell'Umbria
L'autodromo dell'Umbria "Mario Umberto Borzacchini" – conosciuto anche semplicemente come autodromo di Magione – è un circuito automobilistico e motociclistico italiano. Si trova nella città di Magione, in provincia di Perugia, più precisamente in località Bacanella.

## Storia

### Primi anni
L'autodromo è nato agli inizi degli anni 1970 per volontà di un gruppo di amici di Magione (Lorenzo Rondini, Giulio Capolsini, Umberto Mannocchi, Paolo Bietoloni, Gianni Moretti, Francesco Terradura e Giuseppe Tarpani) i quali, appassionati di motori e già fondatori della Scuderia Carpine, vollero creare un piccolo circuito nel cuore dell'Italia per dar sfogo alla loro passione. La pista sorse vicino alla città, nella valle di Bacanella, in un terreno di proprietà di uno degli amici, e venne inaugurata nel 1973 come "autodromo di Magione".

Giorgio Pianta alla guida della Fiat Abarth 031 sulla pista di Magione, durante una tappa del vittorioso Giro automobilistico d'Italia del 1975.

Agli albori il tracciato era uno dei più piccoli della penisola, con una lunghezza complessiva di appena 1 650 metri; ciò nonostante, la pista si caratterizzò subito come molto tecnica, tant'è che in poco tempo divenne un circuito di rilevanza nazionale anche per via della succitata posizione strategica nell'Italia Centrale, che lo rendeva facilmente raggiungibile da ogni parte del paese. Inoltre, nonostante l'iniziale carenza di strutture (soltanto una decina di box erano disponibili), l'autodromo poteva annoverare già all'epoca una grande tribuna coperta, capace di ospitare circa 3 000 spettatori.
La pista accolse indistintamente fin dall'inizio sia l'attività automobilistica che quella motociclistica, diversificando molto i suoi eventi agonistici; in questi primi anni il tracciato fu teatro delle affermazioni di futuri campioni come Michele Alboreto, Elio De Angelis e Riccardo Patrese.

Un giovane Riccardo Patrese in azione a Magione nel corso del vittorioso campionato 1976 di F3 italiana.

L'impianto era gestito dalla stessa Scuderia Carpine, che ne delegava la direzione a Walter Berardi, uno degli uomini-simbolo dell'automobilismo umbro.
Nel 1979, a causa di alcuni problemi finanziari derivanti dai sempre più alti costi gestionali del tracciato, la Scuderia Carpine si trovò costretta a mettere in vendita il circuito. Dopo un paventato timore di vederla scomparire a causa della speculazione edilizia, una cordata guidata dall'Automobile Club di Perugia e composta dall'Automobile Club di Terni, dal comune magionese e dalla provincia perugina rilevò la pista: la nuova gestione lo ribattezzò "autodromo dell'Umbria" e decise di intitolarlo alla memoria del ternano Mario Umberto Borzacchini, uno dei più famosi piloti automobilistici italiani del periodo interbellico.

### Dagli anni 1980 a oggi
Alla fine degli anni 1980 furono apportate al circuito alcune varianti che ne riducevano la lunghezza, e che resero la pista idonea anche al karting; l'autodromo poté così ospitare anche diversi eventi internazionali legati alla categoria, ma in seguito questo tracciato fu ritenuto troppo veloce e pericoloso per l'attività kartistica sicché ne venne decisa l'abolizione.
A partire dagli anni 1990 l'impianto ha vissuto il suo maggior sviluppo: oltre a significative migliorie per quanto concerne la sicurezza della pista e l'accoglienza di un numero crescente di spettatori, l'intervento più importante è stato l'allungamento del tracciato, che a metà del decennio ha raggiunto l'attuale percorso di 2 507 metri; a questo si sono aggiunte la creazione di un nuovo paddock, l'ampliamento della zona box e la costruzione di una nuova palazzina che raccoglie al suo interno la direzione gara, la sala stampa e la cabina di cronometraggio.

Un esordiente Jacques Villeneuve a Magione nel 1989, per dei test a bordo di una monoposto di Formula 3.

Oggi, oltre all'attività agonistica, l'autodromo ospita diversi corsi di guida italiani e stranieri per auto e moto, manifestazioni ed eventi pubblici e privati, e presentazioni comunque legate al mondo dei motori. Inoltre, dalla fine degli anni 1980 al 2010 l'impianto stato sede di una delle scuole di pilotaggio più famose del mondo, quella dall'irlandese Henry Morrogh, che a Magione ha visto tra i suoi allievi anche Jacques Villeneuve, futuro campione del mondo di Formula 1.

## Descrizione
La pista ha una lunghezza di 2 507 metri e una larghezza media di 11 metri. Il senso di marcia è orario, e dispone di 18 box. Caratteristica dell'autodromo è la presenza di un lungo muro che costeggia una curva e il rettilineo principale, opposto alla linea di partenza.

Una BMW 2002 impegnata nella percorrenza del tracciato alla fine degli anni 1980; sullo sfondo, si nota una parte del famoso muro che caratterizza il circuito umbro.

Il tracciato è molto guidato. Le 11 curve in cui si snoda la pista risultano invece ognuna di diverso raggio. La curva più famosa è quella del "Muro", una svolta a destra così chiamata proprio per la presenza del muro a margine. Segue poi il lungo rettilineo principale che immette nel doppio "Curvone" a destra, tra le svolte più difficili del tracciato. Altri punti degni di nota della pista sono il "Tornantino", una stretta curva a 180 gradi da percorrere a velocità molto ridotta, e la prima e seconda "Esse" che immettono sulla linea del traguardo.

## Incidenti
L'autodromo è stato teatro degli incidenti mortali occorsi a Sandro Corsini il 13 aprile 1998 (giorno di pasquetta) durante una gara di Formula Junior e a Giovanni Olivieri il 26 aprile 2008 durante una prova della Coppa Italia di motociclismo Classe 600 Stock.